# FIFA Street 3
 (juillet 2017).
Si vous disposez d'ouvrages ou d'articles de référence ou si vous connaissez des sites web de qualité traitant du thème abordé ici, merci de compléter l'article en donnant les références utiles à sa vérifiabilité et en les liant à la section « Notes et références ».
Fifa Street 3  est un jeu vidéo de sport développé par EA Sports BIG et édité par Electronic Arts.

## Système de jeu
Le jeu est sorti le 21 février 2008 sur PlayStation 3, Xbox 360 et Nintendo DS. Il fait partie de la série FIFA Street dont il est le 3e épisode. FIFA Street 3 est un jeu de football (Soccer au Québec). Toutes les grandes nations du ballon rond sont présentes, on peut y incarner 25 équipes et plus de 250 joueurs, du monde entier.